# Hugo Thimig

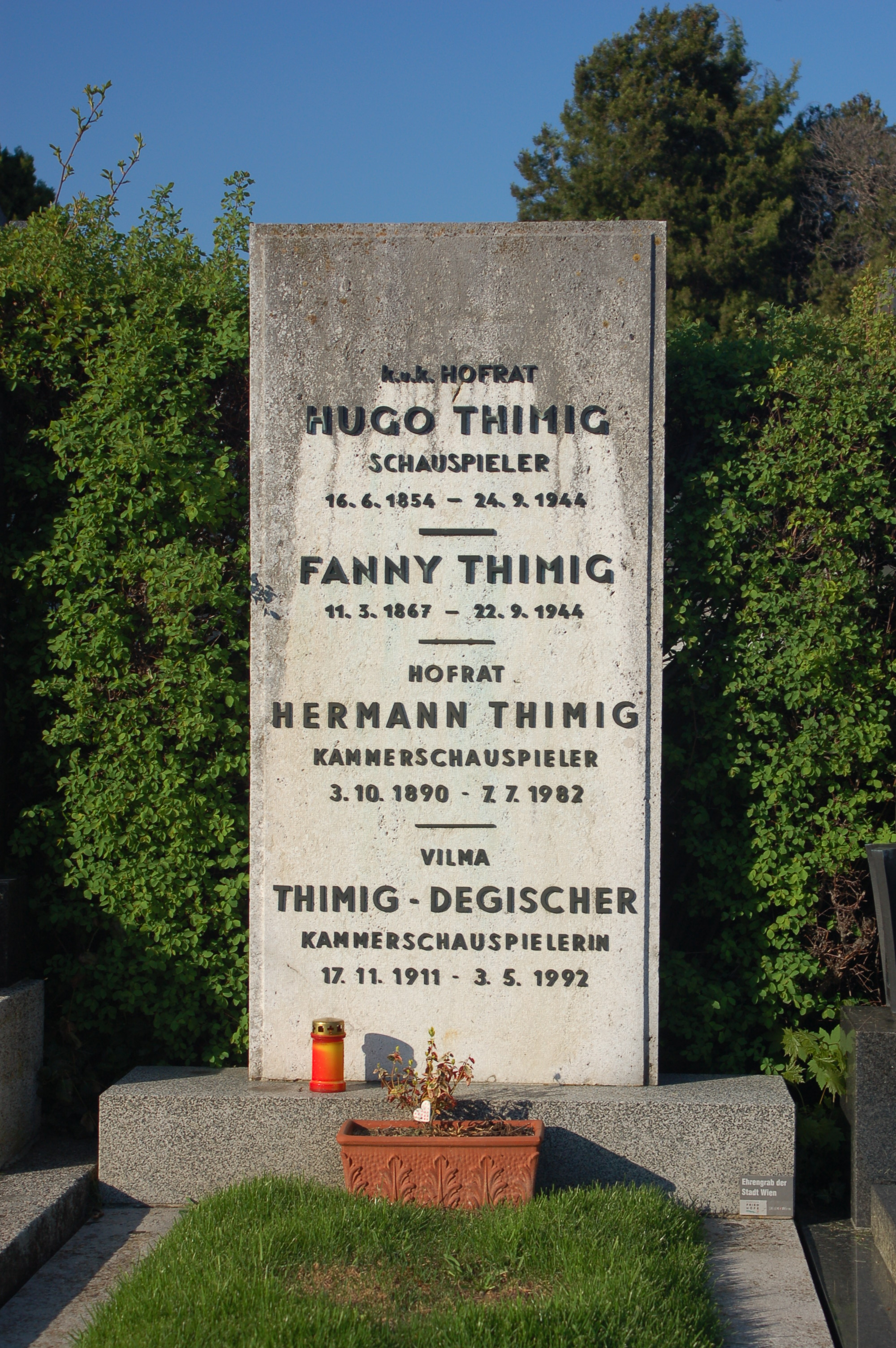
Tumba de Thimig en el Cementerio Sieveringer Friedhof

Hugo Thimig (16 de junio de 1854 - 24 de septiembre de 1944) fue un actor y director teatral alemán, cuya carrera transcurrió principalmente en Austria.

## Biografía
Su nombre completo era Hugo August Thimig, y nació en Dresde, Alemania, siendo su padre un fabricante de guantes. Thimig fue el progenitor de una de las familias teatrales más famosas de Austria, país al que había llegado en 1874 para trabajar en el Burgtheater de Viena, tras haber completado antes un aprendizaje comercial en Alemania.
Thimig debutó profesionalmente en octubre de 1872 en el Stadttheater de Bautzen. En los siguientes dos años actuó en teatros de Zittau, Kamenz, Freiberg y en el Lobe-Theater de Breslavia. Debutó en el Burgtheater una semana antes de cumplir los veinte años de edad actuando en la obra de Charlotte Birch-Pfeiffer Die Grille.
En sus comienzos Thimig interpretaba a personajes del tipo „amante tímido“, pero pronto evolucionó para pasar a ser un actor de carácter de éxito. Su carrera fue rápida, y en 1881 fue nombrado consejero, en 1897 llevó a cabo su primera dirección, y desde 1912 a 1917 dirigió el Burgtheater.
Tras jubilarse en el año 1924, con 70 años de edad se trasladó al Theater in der Josefstadt, dirigido por su yerno, Max Reinhardt, donde actuó hasta el año 1933, retirándose definitivamente con ochenta años de edad. En los años 1920 el Theater in der Josefstadt fue conocido como el Thimig-Theater porque, además del padre, actuaron en el mismo sus tres hijos, Helene Thimig, esposa de Reinhardt, Hermann Thimig y Hans Thimig, el hijo menor de Hugo. La familia siempre trabajó a caballo entre el Burgtheater o el Theater in der Josefstadt.
Thimig era un coleccionista apasionado. Su colección de documentos y objetos relacionados con el teatro forman la base de la colecciones del Museo del Teatro de Austria en el  Palais Lobkowitz de Viena.
El actor estuvo casado con Franziska (Fanny) Hummel (1867–1944), con la cual tuvo tres hijos, Hermann, Friedrich y Hans, y una hija, Helene, todos los cuales fueron actores, excepto Fritz, que fue granjero. 
Hugo Thimig se suicidó en el año 1944 en Viena tomando barbital, dos días después de la muerte de su esposa, Fanny, sin la cual no quería vivir. Fue enterrado junto a su esposa en el Cementerio Sieveringer Friedhof de Viena, en la tumba de la división 2, grupo 13, número 76.

## Filmografía (selección)
- 1921 : Kleider machen Leute
- 1926 : Die Pratermizzi
- 1931 : Die große Liebe

## Premios
- 1942 : Medalla Goethe de las artes y las Ciencias, concedida por Adolf Hitler[2]
- 1944 : Anillo de honor de la ciudad de Viena